# Abner Teixeira
Abner Teixeira (Osasco, Brasil, 10 de septiembre de 1996) es un deportista olímpico brasileño que compite en boxeo, en la categoría de pesos pesados y que consiguió la medalla de bronce en los Juegos Olímpicos de Tokio 2020.

## Carrera
En 2019 consiguió la medalla de bronce en los Juegos Panamericanos celebrados en Lima (Perú.
En los Juegos Olímpicos de Tokio 2020 llegó a semifinales obteniendo la medalla de bronce olímpica.
Participó en el Campeonato Mundial de Boxeo Aficionado de 2021 celebrado en Belgrado, Serbia, en la categoría de peso pesado.
En los Juegos Suramericanos de 2022 ganó el oro en la categoría de peso súper pesado.
En el Campeonato Mundial de Boxeo Aficionado de 2023, que ahora participa en la categoría de peso súper pesado, perdió en octavos de final ante el georgiano Nikoloz Begadze.
En los Juegos Panamericanos de 2023, Teixeira llegó a la final de peso súper pesado, pero tuvo que abandonar la final por lesión física, obteniendo la medalla de plata y, por tanto, clasificándose para los Juegos Olímpicos de Verano de 2024 en París. Teixera sufrió una lesión total del ligamento cruzado anterior (LCA) de la rodilla derecha hace dos meses. Por el momento se encuentra bajo tratamiento conservador, ya que una cirugía podría sacarlo de los Juegos Olímpicos, pues se estimaba que la recuperación tardaría alrededor de siete meses.